# Tricyphona (Tricyphona) bicomata
Tricyphona (Tricyphona) bicomata is een tweevleugelige uit de familie Pediciidae. De soort komt voor in het Nearctisch gebied.